# EDSAC
EDSAC (angolul: Electronic Delay Storage Automatic Calculator) a világ egyik első tárolt programú számítógépe, amelyet a brit Cambridge-i Egyetemen építettek Neumann János magyar matematikus elvei alapján. Az első programot 1949. május 6-án futtatták le rajta.

## Története
A számítógép építésének elgondolását az általunk ma Neumann-elveknek nevezett leírás alapozta meg, amelyet Neumann János magyar matematikus elsőként az 1945. június 30-án kiadott „First Draft of a Report on the Edvac” című művében publikált. A leírás alapján kezdték meg a Pennsylvania Egyetemen az EDVAC elnevezésű számítógép építését, valamint ezzel párhuzamosan több másik gép létesítése és elindult a világ különböző pontjain. Ezek egyike az EDSAC, melyet Maurice Wilkes és csapata kezdett el építeni 1947-ben, majd a Cambridge-i Egyetem Matematikai Laboratóriumában helyezett üzembe 1949. május 6-án.
1951-ben J. C. P. Miller és David John Wheeler a gép segítségével számítottak ki egy 79 számjegyből álló prímszámot – amely akkoriban rekordnak számított.
1952-ben Alexander S. Douglas az EDSAC számítógépen valósította meg az OXO nevű tic-tac-toe játékot, amely az egyik első videójáték.
Az EDSAC számítógép 1958. július 11-ig üzemelt, ami után az EDSAC2 váltotta fel.